# Diskretorij
Diskretorij je savjetodavno tijelo kod franjevaca. Služi kao gvardijanovo savjetodavno tijelo. Ako diskretorij postoji, dužnost mu je izdašno pomagati gvardijanu u izvršivanju njegove službe odgovornosti i animiranja bratstva, naročito u pripremanju i održavanju mjesnoga kapitula; a povrh toga, u nekim poslovima, određenim u partikularnim statutima ili od samog mjesnog kapitula, davati savjet ili suglasnost za njihovo lakše i brže obavljanje, prema odredbi općega i vlastitog prava. Po službi su članovi diskretorija vikar i ekonom.
Broj diskreta se određuje u partikularnim statutima, a izabire ih na tri godine provincijski definitorij, odnosno vijeće kustodije, na prijedlog mjesnoga kapitula, te mogu biti birani neposredno za druga trogodišta. Zbog zahtjeva općeg dobra, provincijalni ministar ili kustod, obdržavajući čl. 139, § 4 generalnih Statuta, može diskrete ukloniti sa službe, ili zbog opravdanoga razloga prihvatiti njihovo odreknuće. Dogodi li se da se služba diskreta isprazni dok traje trogodište, mjesni kapitul predlaže novoga diskreta koga ima izabrati provincijski definitorij odnosno kustodijsko vijeće.
Diskreti Svete Zemlje moraju se birati listićima i tajnim glasovanjem. Služba provincijskog diskreta kuće podjeljuje se usmenim pristankom ili, po sudu predsjednika, pomoću kuglica, osim ako nije drukčije određeno u partikularnim statutima. Generali status Reda manje braće nalaže u partikularnim statutima ili u pravilnicima potanko odrediti sve što se odnosi na nadležnost, učestalost održavanja, način razmatranja predmeta, donošenja i izvršavanja odluka, kao i druge okolnosti, kako kapitula tako i diskretorija, ako postoji. Poslove o kojima će se na kapitulu ili diskretoriju raspravljati predlaže gvardijan ili braća, odnosno diskreti, pošto prethodno upozore gvardijana. Tajnik koji je određen na prvoj sjednici u posebnoj knjizi pismeno prikazuje rad svakoga kapitula ili diskretorija, a nakon što zapisnik bude odobren, on ga potpisuje. Ta se knjiga mora pružiti na uvid kako provincijskom tako i generalnom vizitatoru prigodom vizitacije.
Provincijski definitorij treba odrediti svotu izvanrednih izdataka za koju je gvardijanu potreban pristanak kućnog diskretorija, te drugu za koju je potreban pristanak mjesnog kapitula; a isto tako i iznos, za koji gvardijan, pošto je dobio prethodno mišljenje diskretorija ili mjesnog kapitula, mora imati također dopuštenje provincijalnog ministra. Kad se radi o izgradnji kuća i crkava, a isto tako i o preuređenjima građevina, neka partikularni statuti odrede da li prethodno treba zatražiti mišljenje ili pristanak bilo mjesnoga kapitula ili diskretorija, bilo provincijskoga definitorija.
Provincijski kapitul mora odrediti prema različitim područjima ili narodima, koja se dobra, čija je vrijednost zadržana ispod iznosa utvrđenog prema odredbi pređašnjeg člana, smiju otuđiti s dopuštenjem provincijalnog ministra, uz prethodni pristanak definitorija, izražen tajnim glasovanjem; ili dobivši uvijek unaprijed odlučujuće mišljenje, također izraženo tajnim glasovanjem, samo diskretorija ili mjesnog kapitula. Isto vrijedi i za sklapanje dugova, s tim da u oba slučaja ostaje netaknuto opće pravo.